# 人民网舆情数据中心
人民網輿情數據中心，2017年以前稱人民網輿情監測室，由《人民日報》下屬人民網於2008年設立，其設立標誌了在中國互聯網可產生具影響力的公共輿論及確立網路民意的政治正當性。自2009年7月起，此輿情監測室針對地方政府處置「網路群眾事件」（官方用以描述「網路抗議」的委婉辞）的方式和能力做出季報評比及評論

。人民网舆情监测室被視為中國国内最早从事互联网舆情监测與研究的領先單位之一
，並催生了新興的网络舆情监测的專業及产业。
人民网舆情监测室秘书长祝华新（1962年12月26日-），人民网舆情监测室副秘书长，《网络舆情》副总编辑单学刚（1977年9月20日-），人民网舆情监测室副秘书长刘鹏飞（1984年10月8日-）人民网舆情监测室副秘书长郑光魁（1983年2月18日）。截至2014年2月，据人民网舆情监测室秘书长祝华新微博介绍：“人民网舆情团队已经发展到270人，服务中央部委、地方政府、央国企及大型私企，以及NGO。”

## 政務舆情监测
人民网舆情监测室以政務輿情監測為主，發行輿情雜誌《网络舆情》、《幫領導看網》、網絡輿情監控平台和輿情報告等產品，其輿情業務年收入接近2億

；其《网络舆情》雜誌被稱為「史上最贵的杂志」（據2010年報導，該雜誌訂閱費用為每年3800元共约有4000个用户）。
中國企業輿情研究院估計中國的輿情監測服務市場，有超過千億元的規模，2012年時以政府部門為主導，年均增長50%以上。

### 政务微博报告
人民网舆情监测室於2012年分別和新浪微博及腾讯合作，分別發佈《2012年新浪政务微博报告》，《2012年腾讯政务微博报告》，做出統計資料，於新浪微博有6萬多个政務微博，於腾讯有7萬多个政務微博，此數字大於其2010年統計的數千個。
人民网舆情监测室秘书长祝华新（1962年12月26日-）將政务微博快速增长情況称之为“微博国家队异军突起”，称其有助于“官民之间顺畅互动”、“夯实共产党永续执政的民意基础”。
祝华新主張政务微博反映了政府部門面对民众的“对手思维”的改变，认为“政府要维稳，民众要维权，在今天只有维权才能维稳，维权就是维稳。应对民众关注的敏感问题，我们政府解决问题主要靠舌头而不是靠拳头，”
祝华新分析：“党和政府已经在相当程度上夺回了互联网上的麦克风，夺回了一些突发事件和敏感议题的话语权。”

### 縮短反映時間，“第一定义者”
針對突发事件，該监测室提出＂黄金4小时媒体＂概念，主張政府要在突发事件中縮短反映及处置時間，以對事件取得“第一定义者”的位置。學者胡泳認為，人民网舆情监测室发明的“黄金4小时媒体”概念，是对危机管理的时效有意識，因為24小时傳統新闻周期，對於熟悉互联网的受众已是不能忍受慢。

### 溫州動車事故
由於溫州動車事故中，掌管媒體的中共中央宣传部在事發後近一週內要求各大媒體，除了「正面報道和權威部門發布的動態消息外」不得對該事故做評論報道（此禁令真實性乃由亞洲週刊向多位媒體人士查證後證實），而因罵中宣部的微博發出後也被刪；人民网舆情监测室秘書長祝華新於中央機關報《中國青年報》發表評論，總結網民的反應和情緒為「網民們的徹夜不眠，溫州人民的血濃於水，這些熱血和關切，這些悲哀和憤怒，無法觸動他們（此指主流媒體）分毫，連起碼的謙卑姿態都不會做出來」，進而批評主流媒體不應對民眾「失去了對話能力甚至是理解能力」，並主張「到了用網絡倒逼改革的時候了」。

### 成立起源及相關網路事件
祝华新自2007年山西“黑砖窑”事件起，从事网络舆情研究，人民网舆情监测室成立在2008年奥运会前夕，以每天一期方式报送有关部门“负面舆情”

，至2012年人民网舆情监测室秘书长為祝华新，同時為《网络舆情》执行主编，其業務包含外单位舆情业务交流及《网络舆情》订阅
。

## 网络舆情监测產業
由於人民网舆情监测室以定量方式建立网络舆情监测体系，推出「史上最贵的杂志」《网络舆情》（據2010年報導為費用為每年3800元共约有4000个用户）及舆情应对咨询顾问服务，被認為是中國国内最早从事互联网舆情监测與研究的領先單位之一。
根據中國財經雜誌報導中國网络舆情监测產業的發展，舆情监测机构當中是由人民网舆情监测室率先发布的2011年度网络舆情报告，之後兩個月內，類似的報告也由中国传媒大学网络舆情研究所、中国人民大学舆论研究所，認為此网络舆情現象重塑了原有的民意瞭解渠道，催生专门从事网络舆情监测的产业；然而因為眾多因素，如公关企业的加入從事删除网络负面舆论，形成服务业的灰色领域等問題，有待建立职业伦理与规范。

## 對网络舆情監測的批評
由於《网络舆情》雜誌開創出的网络舆情監測產業主要是幫助領導讀網上民意，因此批評者認為這是將網上民意視為「監察」對象，而誤導了正確了解網絡輿情的出發點，不在於政府是否「參與輿論」，而是應該「鼓勵政策審議（policy deliberation）的文化……以具體步驟……建立一個理性討論的平台（不論網上還是網下），讓不同意見者協商討論尋求共識」。